# Liophrurillus flavitarsis
Liophrurillus flavitarsis là một loài nhện trong họ Phrurolithidae. Chúng thuộc chi đơn loài Liophrurillus, được Hippolyte Lucas miêu tả năm 1846.